# Sebastian Simion
Sebastian Simion (n. 28 mai 1970) este un fost deputat român în legislatura 2000-2004, ales în județul Vaslui pe listele partidului PSD. Sebastian Simion a fost validat pe data de 30 iunie 2004 și l-a înlocuit pe deputatul Dumitru Buzatu.

## Legături externe
- Sebastian Simion Arhivat în 3 decembrie 2021, la Wayback Machine. la cdep.ro